# 卡尔托肖
卡尔托肖（義大利語：Cartosio），是意大利亚历山德里亚省的一个市镇。总面积16.67平方公里，人口819人，人口密度49.1人/平方公里（2009年）。ISTAT代码为006036。